# Arena Rittal
La Arena Rittal o  Mittelhessen-Arena es un pabellón polideportivo de la ciudad de Wetzlar, Hesse (Alemania), construido en 2003-2005 e inaugurado en marzo de 2005..
La Arena Rittal ha sido utilizada por conjuntos locales como el HSG Wetzlar (balonmano).
Fue inaugurada en 2005 y cuenta con una capacidad de 6.000 espectadores.

## Eventos
- Fue una de las sedes del Campeonato Mundial de Balonmano Masculino de 2007.